# Institut technologique de Floride
 (mai 2024).
Si vous disposez d'ouvrages ou d'articles de référence ou si vous connaissez des sites web de qualité traitant du thème abordé ici, merci de compléter l'article en donnant les références utiles à sa vérifiabilité et en les liant à la section « Notes et références ».
L'Institut technologique de Floride, en anglais Florida Institute of Technology (FIT), aussi connu sous le nom de Florida Tech, est une université ainsi qu’un institut de recherches privés situés à Melbourne en Floride. Fondé en 1958 en tant que Brevard Engineering College, l’institut a pris son nom actuel en 1966. 
Les secteurs d’enseignements du FIT sont axés sur les sciences et les domaines de l’ingénieur et sont en bonne position en comparaison avec les autres universités, aussi bien au niveau fédéral qu’au niveau national. 
En 2008, l’institut ne comptait pas moins de 6 400 étudiants sur son campus également répartis entre licence et master. En 2009, le chiffre atteint 10 000 élèves en prenant en compte les étudiants suivant les cours par correspondance.

## Enseignants
- Bettye Anne Case, mathématicienne américaine.
- Matt Mahoney (1955-), professeur d'informatique américain.

## Étudiants
- Wassim Michael Haddad (1961-), scientifique et ingénieur américain.
- Kathryn P. Hire (1959-), astronaute américaine.
- Jeanine Jackson (1949-), diplomate américaine.
- Christopher Loria (1960-), astronaute américain.
- Sylvie Thiébaux, chercheuse en informatique théorique française.
- Mbu Waindim  (1990-), ingénieure aérospatiale camerounaise.
- Sunita Williams (1965-), astronaute américaine.
- Don Wilson (1954-), acteur, producteur américain.